# Ali Brownlee
Alastair «Ali» Brownlee (Middlesbrough, Inglaterra, Reino Unido, 1959-Linthorpe, Inglaterra, Reino Unido, 14 de febrero de 2016) fue un locutor de radio británico, conocido por sus retransmisiones de los partidos del Middlesbrough Football Club para la BBC Tees de 1982 en adelante. Su relación con la entidad deportiva le valió el título de «Voz del Boro».

## Biografía y carrera profesional
Brownlee nació en la calle Byelands, en Middlesbrough, cerca de Ayresome Park, el estadio del equipo local durante cerca de un siglo. En el colegio coincidió con el comediante Bob Mortimer. Además, trabajó como director bancario antes de embarcarse en su carrera en los medios de comunicación. Cubrió más de un millar de partidos del equipo y también presentó el programa matinal de la emisora. Entre 1995 y 2007, Brownlee y su compañero Bernie Slaven trabajaron para la cadena Century FM —en la actualidad conocida con el nombre de New North East—, hasta que la BBC recuperó los derechos de emisión de los encuentros disputados por el Middlesbrough.
Asimismo, era el propietario de la editorial Linthorpe Publishing, mediante la cual publicó contenidos relacionados con el Middlesbrough junto con su amigo Gordon Cox. Entre estos títulos se encuentran The Road to Eindhoven y The Class of '86.
Brownlee también recaudó fondos para organizaciones benéficas como Sport Relief, Children in Need y el hospicio Zoe's Place. Residía en Linthorpe con su mujer, Wendy, y sus dos hijas, Alison y Emily.

## Enfermedad y fallecimiento
Se le diagnosticó un cáncer de intestino en noviembre de 2015, de lo cual informó a sus oyentes. No obstante, continuó retransmitiendo los partidos del Boro, que en aquel momento estaba luchando por el ascenso a la Premier League, hasta diciembre. Los aficionados del equipo llevaron a cabo un espectáculo luminoso para solidarizarse con el locutor en un partido de la League Cup que el Middlesbrough disputó contra el Everton en su estadio y que Sky Sports retransmitió. Luchó contra la enfermedad durante tres meses. Sin embargo, falleció el 14 de febrero de 2016, a la edad de 56 años, en su casa, rodeado de su familia.
El presidente del Middlesbrough, Steve Gibson, lamentó la pérdida de un «verdadero amigo» y alabó tanto su carrera como sus acciones solidarias, mientras que el exentrenador del equipo Tony Mowbray recordó su alegre forma de ser. Asimismo, el Hartlepool United, equipo vecino, envió sus condolencias. El Sunderland y el Everton hicieron lo propio. Por otra parte, los jugadores del Middlesbrough llevaron brazaletes negros en su memoria en el partido posterior a su fallecimiento y en las pantallas del estadio de Elland Road, en el que se disputó dicho encuentro, se mostraron imágenes del locutor.

### Citas
1. 1 2 3 4 5 6 7 8 9 10 11 12 13  «Voice of the Boro Ali Brownlee of BBC Tees dies» (en inglés). British Broadcasting Corporation. 15 de febrero de 2016. Consultado el 16 de febrero de 2016.
2. 1 2 3 4 5  Andrew Glover (15 de febrero de 2016). «Ali Brownlee dead: Middlesbrough FC commentator passes away months after bowel cancer diagnosis» (en inglés). Daily Mirror. Consultado el 16 de febrero de 2016.
3. 1 2  Dave Robson (10 de julio de 2007). «End of an era for radio duo» (en inglés). Gazette Live. Consultado el 16 de febrero de 2016.